# Томіленко Сергій Антонович
Сергі́й Анто́нович Томі́ленко (нар. 18 березня 1976, м. Черкаси) — український журналіст, редактор, громадський діяч. Заслужений журналіст України. Голова Національної спілки журналістів України (з 2017).

## Життєпис
Народився в Черкасах у робітничій сім'ї. Закінчив фізико-математичний факультет Черкаського національного університету ім. Б. Хмельницького з відзнакою (червоний диплом). Випускник Школи сучасної журналістики (IREX ProMedia Україна, 1998) і Української школи політичних студій (проєкт Ради Європи, 2007). Учасник навчальних професійних програм: вивчав роботу місцевих медіа в США (2000), Бельгії та Нідерландах (2000), Китаї (2003), Грузії (2005). Працював на посаді доцента кафедри журналістики Черкаського національного університету ім. Б. Хмельницького.
На журналістській роботі з 1995 року — кореспондент, редактор відділу, заступник головного редактора обласної газети «Молодь Черкащини». Головний редактор обласної соціально-економічної газети «Нова Доба» (1998—2010). Засновник і керівник проєкту Procherk.info.
Має кваліфікацію тренера з практичної журналістики — випускник програми IREX U-Media «Тренінг для тренерів». Проводить власні семінари й тренінги з практичної журналістики для регіональних журналістів.
У травні 2012 року призначений на посаду першого секретаря Національної спілки журналістів України. З березня 2014-го, відповідно до Статуту НСЖУ, виконував обов'язки голови Спілки у зв'язку з призначенням Олега Наливайка головою Держкомтелерадіо України.
20 квітня 2017 року з'їздом журналістів обраний на посаду голови Національної спілки журналістів України.

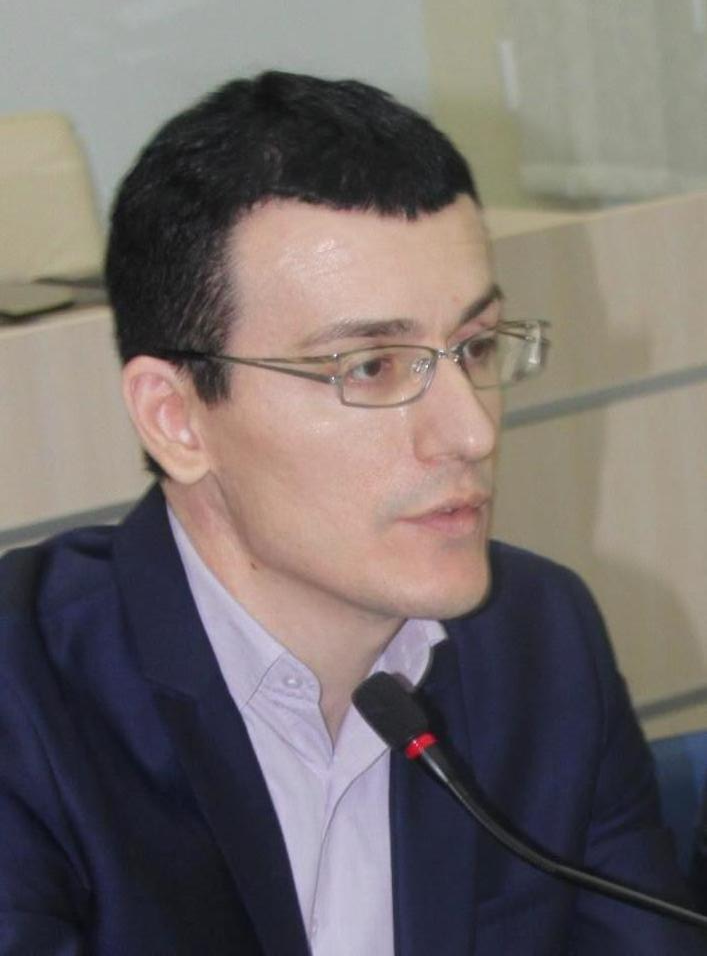
Сергій Томіленко (2014)

## Творчість
Має публікації в періодиці, альманахах, збірниках публіцистики.
Один з авторів-упорядників друкованих видань:
- Журналісти Черкащини (1954—2004): Бібліографічний довідник / Авт.-упоряд. Сергій Антонович Томіленко, Григорій Володимирович Суховершко. — Черкаси: БРАМА, 2003. — 256 с. ISBN 966-8021-66-5
- «Етична журналістика: короткий посібник за матеріалами тренінгів „Вивчення стандартів журналістської етики“». — Черкаси: Медіапрофесіонал, 2007. — 56 с.
- «Механізми захисту журналістів, які проводять розслідування: короткий посібник за матеріалами дискусій, проведених у регіональних медіаклубах». — Черкаси: Медіапрофесіонал, 2007. — 52 с.

## Громадська діяльність
Член Національної спілки журналістів з 1999 року. У 2006—2017 роках — голова Черкаської обласної організації НСЖУ.
Член правління НСЖУ. Член громадської ради при Держкомтелерадіо України (з 2012) і член колегії Держкомтелерадіо.
Від 2013 року — постійний представник від НСЖУ при Комісії з журналістської етики.
Член Черкаської обласної народної ради.
Голова редакційної ради журналу «Журналіст України» (2017—2018), який з 2019-го став неперіодичним виданням.
У 2017—2018 роках спільно з колегами неодноразово виступав на підтримку ув'язнених в РФ українського режисера Олега Сенцова, журналіста Романа Сущенка та інших політв'язнів країни-агресора.
У травні 2019 року обраний членом виконкому Європейської федерації журналістів. Учасник міжнародних конференцій з питань журналістики, інформаційної діяльності. Повторно обраний членом виконкому ЄФЖ у червні 2023 року.
Від листопада 2019 року член консультативно-дорадчого органу при Президентові України — Ради з питань свободи слова та захисту журналістів.
Член журі творчого конкурсу НСЖУ «Інформаційна передова-2022» в номінації «Краща журналістська робота».
Член Громадської ради при Комітеті Верховної Ради України з питань свободи слова (з 2024).

## Нагороди, відзнаки
- Почесне звання «Заслужений журналіст України» (2009)[12].